# Open-Source-Saatgut-Lizenz
Die Open-Source-Saatgut-Lizenz (Eigenschreibweise: Open-Source Saatgut-Lizenz) ist eine Lizenz, mit der Pflanzen und deren Saatgut nach den Prinzipien von Open Source ohne Einschränkung vermehrt, verkauft, weitergegeben oder züchterisch bearbeitet werden können. Die Open-Source-Saatgut-Lizenz tritt anstelle des herkömmlichen Sortenschutzes oder einer Patentierung und schützt das Saatgut vor privater Aneignung als Gemeingut. Die Initiative Open Source Seeds, die in Deutschland die Lizenz anwendet, hat das Ziel, durch den freien Zugang zu Saatgut die Grundlage für die Vielfalt von Kulturpflanzen und ihren Sorten zu sichern sowie langfristig einen eigentumsfreien, gemeinnützigen Saatgutsektor zu etablieren.

## Geschichte
Die Idee einer Open-Source-Saatgut-Lizenz wird häufig in Analogie zur Open-Source-Software-Bewegung gesehen und kommt ursprünglich aus den USA. Entwickelt wurde sie von der deutschen, in Marburg ansässigen Nichtregierungsorganisation Agrecol e.V. Diese stellte Anfang 2016 die Open-Source-Saatgut-Lizenz vor und gründete 2017 den Dienstleister Open Source Seeds. Dadurch ist es erstmals möglich, gemeinnützig erzeugtes Saatgut dauerhaft und rechtlich abgesichert vor Privatisierung zu schützen.
Bereits 2012 und unabhängig von der deutschen Initiative gründeten Pflanzenzüchter, Landwirte und Saatgutvermehrer die Open Source Seed Initiative (OSSI) in den USA. OSSI arbeitet mit einem pledge, also einem Versprechen, d. h. wer das Saatgut nutzt, verpflichtet sich freiwillig, dies gemäß den Nutzungsrichtlinien zu tun und auf Patente und Sortenschutz zu verzichten.

## Mechanismus
Traditionell ist Saatgut in Bezug auf seine genetische Ausstattung ein Gemeingut. Immer mehr Bauern entscheiden sich jedoch, unter Sortenschutz stehendes Saatgut zu nutzen und das Angebot an unter Sortenschutz stehendem Saatgut steigt. Bisher war es nicht möglich, Saatgut rechtlich als Gemeingut zu schützen. Wenn gemeinnützige Züchter auf Sortenschutz verzichten und ihre neuen Sorten im Sinne des Open-Access-Prinzips ohne Einschränkung allen zur Verfügung stellen, besteht noch immer die Möglichkeit, dass andere für Weiterentwicklungen daraus Sortenschutz beantragen oder Patente geltend machen. Die Open-Source-Saatgut-Lizenz schafft die Möglichkeit, Saatgut und alle Folgeentwicklungen als ein Gemeingut zu schützen.
Die Open-Source-Saatgut-Lizenz ist ein Vertrag sui generis, der sich auf das Bürgerliche Gesetzbuch (BGB) gründet. Durch die zivilrechtliche Natur der Lizenz können den Lizenznehmern Rechte und Pflichten übertragen werden. Dies kann mündlich oder schriftlich geschehen. Der Unterschied zu herkömmlichen Lizenzverträgen besteht darin, dass Lizenznehmer keine Ausschließlichkeitsrechte erhalten.
Die Open-Source-Saatgut-Lizenz baut auf folgenden drei Regeln auf:
1. Alle dürfen das Saatgut nutzen.
2. Niemand darf das Saatgut oder seine Weiterentwicklungen privatisieren.
3. Zukünftigen Empfängern werden die gleichen Rechte und Pflichten übertragen.

Die Bedingungen der Weitergabe müssen hierbei klar und deutlich zur Grundlage des Vertrags gemacht werden. Diese Verpflichtung ist viral und wird auch als copyleft-Klausel bezeichnet. Sie schließt alle Weiterentwicklungen der entsprechenden Ressource ein, wodurch eine Kette von Lizenzverträgen in Gang gesetzt wird, die nie endet. Langfristig kann so rechtlich abgesichert ein Gemeingut geschaffen werden, das für alle zugänglich ist.
Als starker rechtlicher Hebel der Open-Source-Saatgut-Lizenz wird das Nagoya-Protokoll betrachtet. Es ist eine Zusatzvereinbarung zum internationalen Übereinkommen über die biologische Vielfalt und gilt für alle genetischen Ressourcen. Es erlaubt dem Inhaber die Bedingungen der Nutzung zu bestimmen. Die Einhaltung dieser Bedingungen wird durch die verpflichtende Dokumentation bei der Verwendung der Ressource sichergestellt.

## Finanzierung
Konventionelle Züchtung finanziert sich über die Einnahmen aus Sortenschutz und Patenten. Diese Möglichkeit fällt bei Open Source lizenzierten Sorten weg. Es gibt daher keine direkte Möglichkeit, die Kosten der Zucht dem Nutzer zu belasten. Da die Lizenz ein Gemeingut schützt, das allen zur Verfügung steht, gibt es Bestrebungen, die Finanzierung zukünftig gesamtgesellschaftlich zu tragen und nicht nur durch den Verkauf von Saatgut. Dazu hat Open Source Seeds Konzepte vorgelegt.

## Sorten
Bislang wurden mehrere Sorten unter die Lizenz gestellt, darunter Tomaten, Weizen, Kartoffeln, Zuckermais und Kirschpaprika. Neu lizenzierte Sorten werden von Open Source Seeds fortlaufend einer online verfügbaren Liste hinzugefügt.